# Société de philosophie chrétienne
La Société libre de philosophie chrétienne (en català, Societat lliure de filosofia cristiana) (sovint anomenada Société de philosophie chrétienne, en català Societat de filosofia cristiana) és una  societat científica i religiosa fundada per l'abat Grégoire el 1795.
La Société libre de philosophie chrétienne va ser creada el maig de 1795 per Henri Grégoire, més conegut amb el nom d'abat Grégoire. Aleshores bisbe constitucional de Blois, s'havia envoltat d'altres membres de l'Església constitucional així com de laics, sovint jansenistes i sempre gal·licans, per tal de reprendre una activitat religiosa i intel·lectual després de l'onada descristianitzadora del Terror. Aquesta societat tenia per objectiu reprendre l'estudi de les ciències religioses interrompudes per la Revolució francesa, així com federar els membres de l'Església constitucional i lluitar contra la Teofilantropia i el culte de l'Ésser Suprem. Segons l'abat Grégoire, aquesta societat reunia membres «desitjosos de fer del bé, evitant de fer soroll».
Composta de cinquanta membres, la societat es reuneix en principi a París, rue Pierre-Sarrazin, amb el bisbe d'Estrasburg, Jean-Pierre Saurine, després a la rue Saint-Jacques, amb el bisbe de Rodez, Claude Debertier. Efectuava també sovint, visites a l'antiga abadia de Port Royal des Champs, ja que apel·lava obertament a l'heretatge gal·lican dels jansenistes.
La Societat disposava d'un òrgan de premsa, els Annales de la religion, fent tirades d'aproximadament 3000 exemplars, que difonia les seves idees. Aquest diari aparegué de 1795 a 1803.
Va acabar les seves activitats a causa del Concordat del 1801, que va obligar tots els bisbes constitucionals a dimitir. La majoria dels membres d'aquesta societat varen restar tanmateix units en el seu rebuig al Concordat, la seva voluntat d'una Església gal·licana i el seu republicanisme irreductible.